# Nofrethenut
Nofrethenut war eine altägyptische Königin der 12. Dynastie. Sie wurde in einer Pyramide neben der Pyramide des Sesostris III. bestattet und es wird deshalb davon ausgegangen, dass sie die Gemahlin von Sesostris III. (ca. 1872 v. Chr. bis um 1852 v. Chr.) war.
Ihre kleine Königinnenpyramide neben der Pyramide von Sesostris III. war einst ca. 16,8 × 16,8 m groß und vielleicht genauso hoch. Sie ist heute nur schlecht erhalten und bestand aus Lehmziegeln, die einst mit Kalkstein verkleidet waren. Im Osten stand eine kleine Kapelle, die ebenfalls nur sehr schlecht erhalten ist und sich nicht weiter rekonstruieren lässt. Sie war einst mit Reliefs dekoriert.
Unterhalb der Pyramide befinden sich die Grabräume der Königin. Sie sind über einen Gang zu erreichen, der die vier Pyramiden im Norden der Pyramide des Herrschers verbindet. In der Grabkammer steht ihr Sarkophag, auf dem sie als Königsgemahlin und die mit der weißen Krone vereinigt ist bezeichnet wird. Die Inschrift auf dem Sarkophag ist bemerkenswert schlecht eingraviert und deutet an, dass die Königin nicht von Anfang an hier bestattet werden sollte, vielleicht war sie sogar nicht einmal Gemahlin von Sesostris III. In einer weiteren Kammer unterhalb der Pyramide steht ein zweiter, unbeschrifteter Sarkophag.